# Cochemiea pondii
Cochemiea pondii, conocido comúnmente como biznaga de Isla Cedros, es una especie de planta suculenta perteneciente al género Cochemiea, dentro de la familia Cactaceae. Es endémica del noroeste de México (Isla de Cedros) y anteriormente se le conocía como Mammillaria pondii.

## Descripción

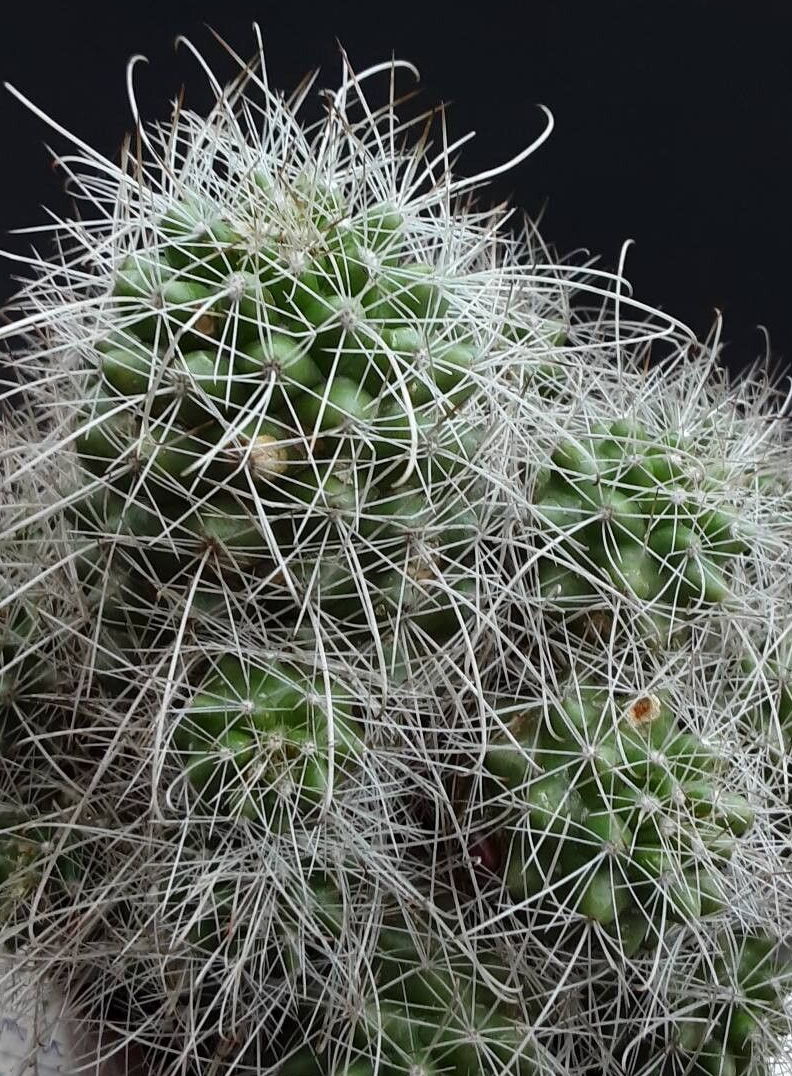
Detalle de las espinas

Cochemiea pondii es una especie de cactus que aunque inicialmente crece de forma individual, posteriormente forma pequeños grupos. Los tallos individuales son cilíndricos y crecen hasta 30 cm de largo y de 3 a 7 cm de diámetro. 
Los tallos están cubiertos de tubérculos cónicos dispuestos en espiral, no producen savia lechosa (látex) y sus axilas (espacio que hay entre los tubérculos) tienen cerdas. Sobre ellos se asientan areolas donde se distinguen de 4 a 5 espinas centrales de color blanquecino con la punta marrón, de unos 2,5 cm de largo y donde alguna de ellas tiene forma de gancho. También tienen de 20 a 30 espinas radiales delgadas de color blanco o marrón.

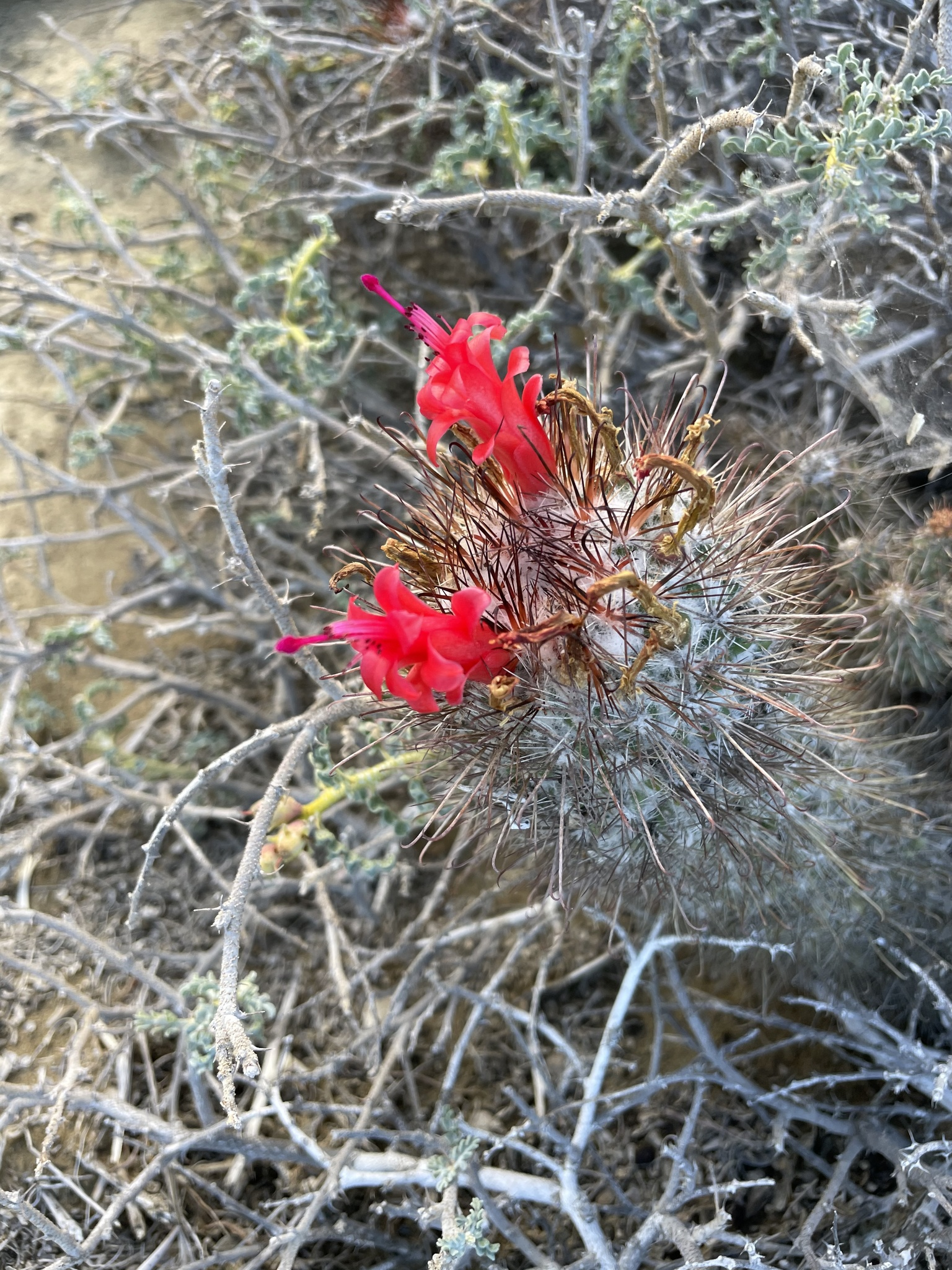
Detalle de la flor

Las flores miden hasta 5 cm de largo y son de color rojo. Tienen los bordes inclinados y a veces los estambres sobresalen. Los frutos son rojos y en su interior contienen semillas negras.

## Distribución y hábitat
El área de distribución nativa de esta especie es el noroeste de México (concretamente en la Isla de Cedros) y crece principalmente en biomas desérticos o de matorrales secos.
Vive en un rango altitudinal de 0 a 200 m s. n. m., en suelos arenosos y pedregosos localizados en laderas.

## Taxonomía
La primera descripción de esta especie fue como Mammillaria pondii, publicada en 1889 por el botánico estadounidense Edward Lee Greene en la revista científica Pittonia 1: 268.
Posteriormente, el botánico británico Frederick Arthur Walton colocó la especie en el género Cochemiea, pasando a llamarse Cochemiea pondii y anotando estos cambios en la revista científica Cactus Journal; Devoted Exclusively to Cacti and Other Succulent Plants  2: 51 en el año 1899.
Etimología
- Cochemiea: nombre genérico que hace referencia a la tribu indígena Cochimí, que en el pasado ocupó un gran territorio de Baja California y cuya área es parte del área de distribución natural de este género.
- pondii: epíteto específico otorgado en honor al oficial naval estadounidense Charles Fremont Pond.[8]

## Estado de conservación
En la Lista Roja de Especies Amenazadas de la UICN, la especie está clasificada como de “Preocupación Menor (LC)”.
Señalar que se considera que sus poblaciones se encuentran estables, aunque es apreciada por los coleccionistas y puede estar sometida a saqueo. Además, la especie se encuentra listada en la NOM-059-SEMARNAT-2010, bajo la categoría de Sujeta a Protección Especial (Pr).

## Usos

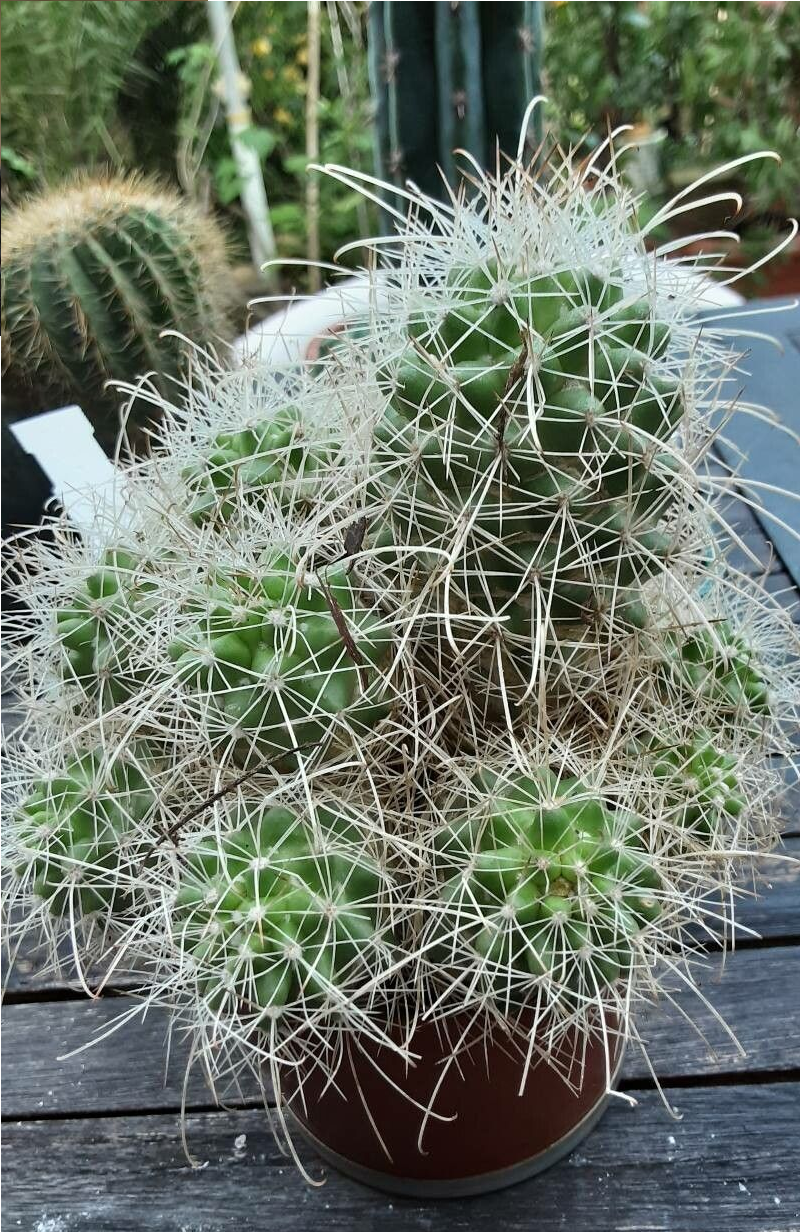
Cultivo en maceta

Se cultiva principalmente como planta ornamental y su propagación se realiza a través de esquejes o semillas.